# Mixed martial arts
Mixed martial arts (Engels voor gemengde gevechtskunsten), meestal afgekort tot MMA, is een multidisciplinaire vechtsport die zich richt op het combineren van technieken uit meerdere traditionele vechtkunsten (en vechtsporten) die door beoefenaars van MMA met de verzamelnaam TMA (Traditional Martial Arts) worden aangeduid, zoals worstelen (grappling), judo, karate, kungfu, kickboksen, thaiboksen, boksen, jiujitsu en taekwondo. Een belangrijk verschil met deze bronnen is dat de daaruit afkomstige technieken zijn losgemaakt van alle daarvoor vaak nog juist kenmerkende regels, principes en tradities. Dat MMA-wedstrijden geen regels zouden kennen ter bescherming van de vechters is echter een misvatting. Deze regels verschillen echter per organisatie.
Er bestaan diverse namen voor MMA, waaronder free fight ('het vrije gevecht; ), vale tudo ('alles mag') en cage fight ('kooigevecht'). Ook zijn er veel organisaties die MMA-toernooien organiseren. Veel van die organisaties hanteren tegenwoordig de Unified Rules of Mixed Martial Arts, opgesteld en gebruikt in de VS. De grootste MMA-organisatie is het Amerikaanse Ultimate Fighting Championship (UFC).

## Disciplines
Veruit de meeste vechters hebben een achtergrond in het thai- of kickboksen, Braziliaans jiujitsu of Grieks-Romeins worstelen. Deze stijlen zijn effectief gebleken. Zeker in het begin van het MMA bleek dat de 'grappler' (worstelaar/grondvechter) het vaak won van de striker, oftewel de staande vechter. Karateka's, boksers en kickboksers die de overstap naar MMA maken zijn dus niet altijd succesvol omdat in MMA naast het staande gevecht het grondgevecht en de clinch van belang kunnen blijken. Het vuistgevecht vormt echter wel een uiterst belangrijk onderdeel van het MMA-totaalbeeld, vooral nu elke vechter bekend is met het grondgevecht, en het steeds meer om het atletisme van het individu gaat, en niet langer over wie de beste vechtsport beoefent. Veel vechtsporters kiezen vaak nog een tweede of later een derde vechtsport, om hun vaardigheden te vergroten. Op sportscholen wordt vaak in diverse vechtkunsten en vechtsporten lesgegeven. Er zijn ook vechtsporters die trouw dezelfde vechtsport aanhouden. Dit kan een nadeel zijn bij MMA, maar dat hoeft niet altijd zo te zijn.
Het grote verschil met "gangbare" vechtsporten is dat veel geoorloofd is, van stoot- en traptechnieken, elleboog- en knietechnieken, tot klem- en wurgtechnieken.

## Competitie
Net zoals bij onder meer het boksen, wordt onderscheid gemaakt op basis van verschillende gewichtscategorieën en op basis van wedstrijdervaring (klasse N, C, B, A). Een scheidsrechter, arts en de trainers uit beide kampen zien toe op een goed verloop van de wedstrijd. Hoewel de vechters vaak gehavend uit de strijd komen, vallen er zelden tot nooit zwaargewonden doordat de vechters in topconditie verkeren en vaak beschikken over een groot incasseringsvermogen. De wedstrijden duren meestal drie of vijf ronden (variërend van drie tot tien minuten elk) en worden meestal beslist door een (tactical) knock-out, submission (aftikken), of jurybeslissing.
Het is voor vechters van verschillende bonden vaak onmogelijk elkaar te bevechten, hoewel hieraan gewerkt wordt. Tot eind 2006 waren vooral het Japanse PRIDE Fighting Championships en UFC grote bonden, waarna Zuffa LLC, waar UFC onder valt, alle rechten van PRIDE opkocht en de grootste MMA-organisatie ter wereld werd. Zuffa LLC kocht ook onder meer World Extreme Cagefighting en Strikeforce over. Andere bekende bonden zijn Bellator MMA, ONE Championship, K-1 (ook bekend van hun kickbokstoernooien), PFL, Cage Rage en M-1. In Nederland organiseren de bonden RINGS, Shooto, WFCA en NOVER MMA-evenementen en wedstrijden.
Nederland kent een aantal vechters met internationale bekendheid. Bas Rutten werd mede door zijn vrijwel ongeslagen status in pankration een van de grootste namen en werd tevens kampioen bij de UFC. Alistair Overeem groeide ook uit tot een grote speler met kampioenstitels bij Strikeforce en Dream. Andere bekende Nederlandse MMA-vechters zijn Stefan Struve, Semmy Schilt, Melvin Manhoef, Gegard Mousasi, Reinier de Ridder en vrouwelijke vechtsters Marloes Coenen en Germaine de Randamie. Nederlandse pioniers op dit gebied zijn verder Chris Dolman, Gerard Gordeau (deelnemer van de eerste UFC-wedstrijd), Hans Nijman, Dick Vrij, Willie Peeters en Remco Pardoel.
Een aantal Belgische MMA-vechters zijn Oki Bolaji, Cindy Dandois, de laatste Strikeforcekampioen weltergewicht Tarec Saffiedine, Gokhan Saricam en Rustam Serbiev.
Grote internationale namen in de MMA-wereld zijn Fjodor Jemeljanenko, Anderson Silva, Georges St-Pierre, Jon Jones, Conor McGregor en Chabib Noermagomedov.